# Kokubunji, Tokyo
Kokubunji (国分寺市 (Quốc Phận Tự thị) Kokubunji-shi) là một thành phố thuộc Tokyo, Nhật Bản.
Đến ngày 1 tháng 1 năm 2010, thành phố có dân số ước tính là 120.220 (55,459 hộ gia đình) và mật đọ dân số 10.470 người/km². Tổng diện tích là 11,48 km².

## Lịch sử
Thành phố được thành lập ngày 3 tháng 11 năm 1964.